# Times 3
Times 3 (также Times Three) — мальтийская поп-группа, представлявшая свою страну на конкурсе песни Евровидение-1999.
В состав коллектива входили Филиппа Фарруджа Рандом (англ. Philippa Farrugia Randon), Диана Стафрейс (англ. Diane Stafrace) и Франческа Табоне (англ. Francesca Tabone). Группа была собрана специально для мальтийского отбора на конкурс песни Евровидение. Исполненная ими песня Believe 'n Peace стала победной на этом конкурсе, и трио получило возможность представить свою страну на предстоящем Евровидении, проходившем в Иерусалиме 29 мая. Текст песни записали участники популярного в то время мальтийского дуэта Chris & Moira — Кристофер Скиклуна и Мойра Стафрейс (старшая сестра солистки Times 3 Дианы).
На Евровидении группа выступила под двадцатым номером. Бэк-вокалистами на конкурсном выступлении был коллектив Chris & Moira. Получив 32 балла, вокальное трио финишировало пятнадцатым (из двадцати трёх). С 1991 года этот результат был наихудшим для Мальты. Сингл Believe 'n Peace был запланирован к выходу, однако релиз был отменён. Из-за низкого коммерческого успеха группа распалась сразу после участия на песенном конкурсе.
После роспуска группы Филиппа некоторое время выступала как сольная исполнительница на мальтийском телевидении, а Диана в дальнейшем стала успешной моделью.